# Gian Luigi Macina
Gian Luigi Macina (17 dicembre 1963) è un ex maratoneta e mezzofondista sammarinese.

## Biografia
Nato nel 1963, ha partecipato a due edizioni dei Giochi olimpici: a Barcellona 1992, nella maratona, è arrivato 66º in 2h30'45", mentre a Sydney 2000, sempre nella maratona ha chiuso in 2h35'42" al 74º posto.
Nel 1990 ha preso parte ai Mondiali di corsa campestre, terminando 209º nella prova seniores, con il tempo di 38'53".
Ai Mondiali di Tokyo 1991 è arrivato 25º nella maratona in 2h28'40".
Nel 2001 ha partecipato ai Giochi del Mediterraneo di Tunisi.
Detiene sei record nazionali sammarinesi: nei 1500 metri piani indoor con 3'59"05, ottenuto nel 1986, nei 5000 metri piani con 14'43"5, ottenuto nel 1996, nei 10000 metri piani con 30'45"4, ottenuto nel 1992, nella staffetta 4×1500 metri con 17'44", ottenuto nel 1996, nella mezza maratona con 1h08'04", ottenuto nel 1988 e nella maratona con 2h21'19", ottenuto nel 1991.
Dopo il ritiro è diventato allenatore.

## Record nazionali

### Seniores
- 1500 m piani indoor: 3'59"05 ( Ancona, 25 gennaio 1986)
- 5000 m piani: 14'43"5 ( Bologna, 4 luglio 1996)
- 10000 m piani: 30'45"4 ( Rubiera, 12 aprile 1992)
- 4×1500 m: 17'44" ( Fidenza, 21 aprile 1996)
- Mezza maratona: 1h08'04" ( Ferrara, 20 marzo 1988)
- Maratona: 2h21'19" ( Carpi, 27 ottobre 1991)

## Palmarès
| Anno | Manifestazione    | Sede          | Evento         | Risultato | Prestazione | Note |
| ---- | ----------------- | ------------- | -------------- | --------- | ----------- | ---- |
| 1990 | Mondiali di cross | Aix-les-Bains | Corsa seniores | 209º      | 38'53"      |      |
| 1991 | Mondiali          | Tokyo         | Maratona       | 25º       | 2h28'40"    |      |
| 1992 | Giochi olimpici   | Barcellona    | Maratona       | 66º       | 2h30'45"    |      |
| 2000 | Giochi olimpici   | Sydney        | Maratona       | 74º       | 2h35'42"    |      |

## Altre competizioni internazionali
1987
- 7º alla Maratona di Merano ( Merano) - 2h27'03"

1988
- 12º alla Milano Marathon ( Milano) - 2h27'47"

1990
- 21º alla Maratona di Roma ( Roma) - 2h24'16"
- 8º alla Rimini-San Marino ( San Marino), 25 km - 1h32'12"
- 27º alla Mezza maratona di Verona ( Verona) - 1h08'50"

1991
- 7º alla Maratona di Bologna ( Bologna) - 2h23'35"

1996
- 10º al Memorial Cardinelli ( Pontelagoscuro) - 1h08'27"

1999
- 18º alla Maratona di Firenze ( Firenze) - 2h27'40"

2001
- 17º alla Maratona di Firenze ( Firenze) - 2h30'31"

2002
- 10º alla Maratona d'Italia ( Carpi) - 2h24'17"

2003
- 10º alla Maratona di Torino ( Torino) - 2h25'51"
- 16º alla Maratona d'Italia ( Carpi) - 2h26'01"

2004
- 17º alla Maratona di Firenze ( Firenze) - 2h29'44"
- 17º alla Maratona di Torino ( Torino) - 2h30'28"
- 13º alla Maratonina delle quattro porte ( Pieve di Cento) - 1h08'51"
- 4º alla Mezza maratona Rimini-Riccione ( Rimini) - 1h09'37"
- 6º alla Maratonina del cuore ( Forlì) - 1h11'01"
- 5º alla Mezza maratona di Cesena ( Cesena) - 1h12'33"
- 8º alla Strarimini ( Rimini) - 1h13'36"

2005
- 7º alla Run Tune Up Half Marathon ( Bologna) - 1h10'54"
- Bronzo alla Maratonina dei laghi ( Bellaria Igea Marina) - 1h13'45"